# Morchella dunalii
Morille de Dunal
Espèce
Morchella dunalii, la Morille de Dunal, est une espèce de la famille des Morchellaceae. Elle est caractérisée par son écologie méditerranéenne et ses alvéoles secondaires enflés en forme de bulles.

## Systématique

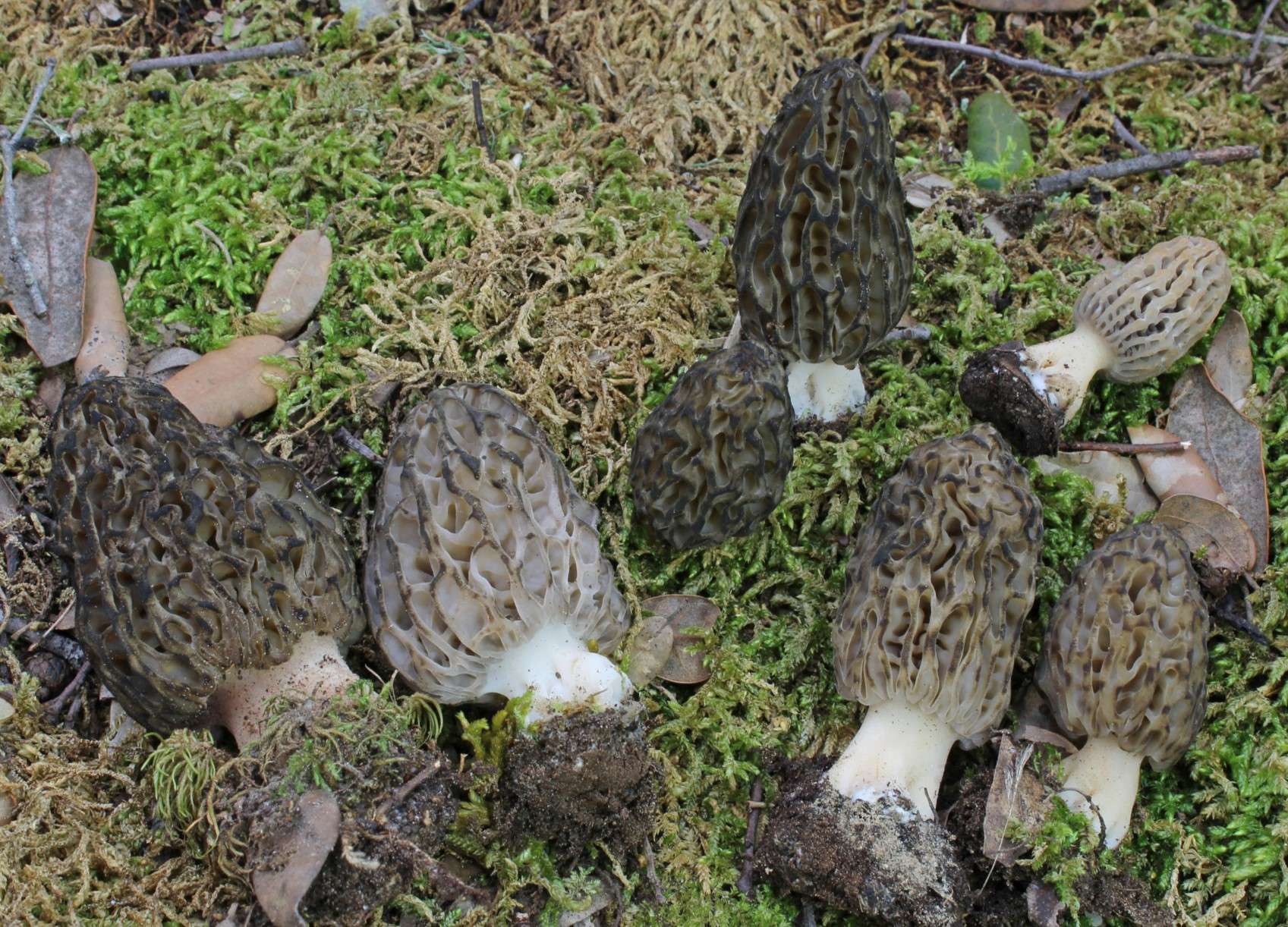
Collection de jeunes sporophores de M. dunalii en Italie.

Le nom scientifique complet (avec auteur) de ce taxon est Morchella dunalii Boud., 1887.

### Phylogénie
Morchella dunalii a été décrite avec une aquarelle en 1887 par le mycologue français Emile Boudier, sur la base d'une collection de la région de Montpellier. Pour des raisons inconnues, Boudier n'a pas inclus M. dunalii dans sa monographie de 1897 et l'espèce est restée très mal connue, n'apparaissant dans aucune littérature populaire ou ouvrage monographique sur le genre. La renaissance du nom est due à P-A Moreau et ses collègues, qui ont désigné en 2011 un lectotype basé sur l'aquarelle originale de ce taxon oublié, découverte dans les archives du Pôle Patrimoine scientifique de l'Université de Montpellier. Des études phylogénétiques moléculaires ultérieures menées par Richard et ses collègues en 2014 ont fait correspondre ce taxon à la lignée phylogénétique Mel-25, précédemment détectée par Taşkın et ses collègues,, et l'ont désigné comme un épitype.
Une étude réalisée en 2016 par Loizides et ses collègues a fourni une description détaillée, ainsi que des notes sur l'écologie et la distribution de M. dunalii, qui semble être la morille la plus commune et la plus répandue dans la région méditerranéenne.

### Étymologie
L'épithète spécifique dunalii a été donnée en hommage à Michel-Félix Dunal.

## Description du sporophore

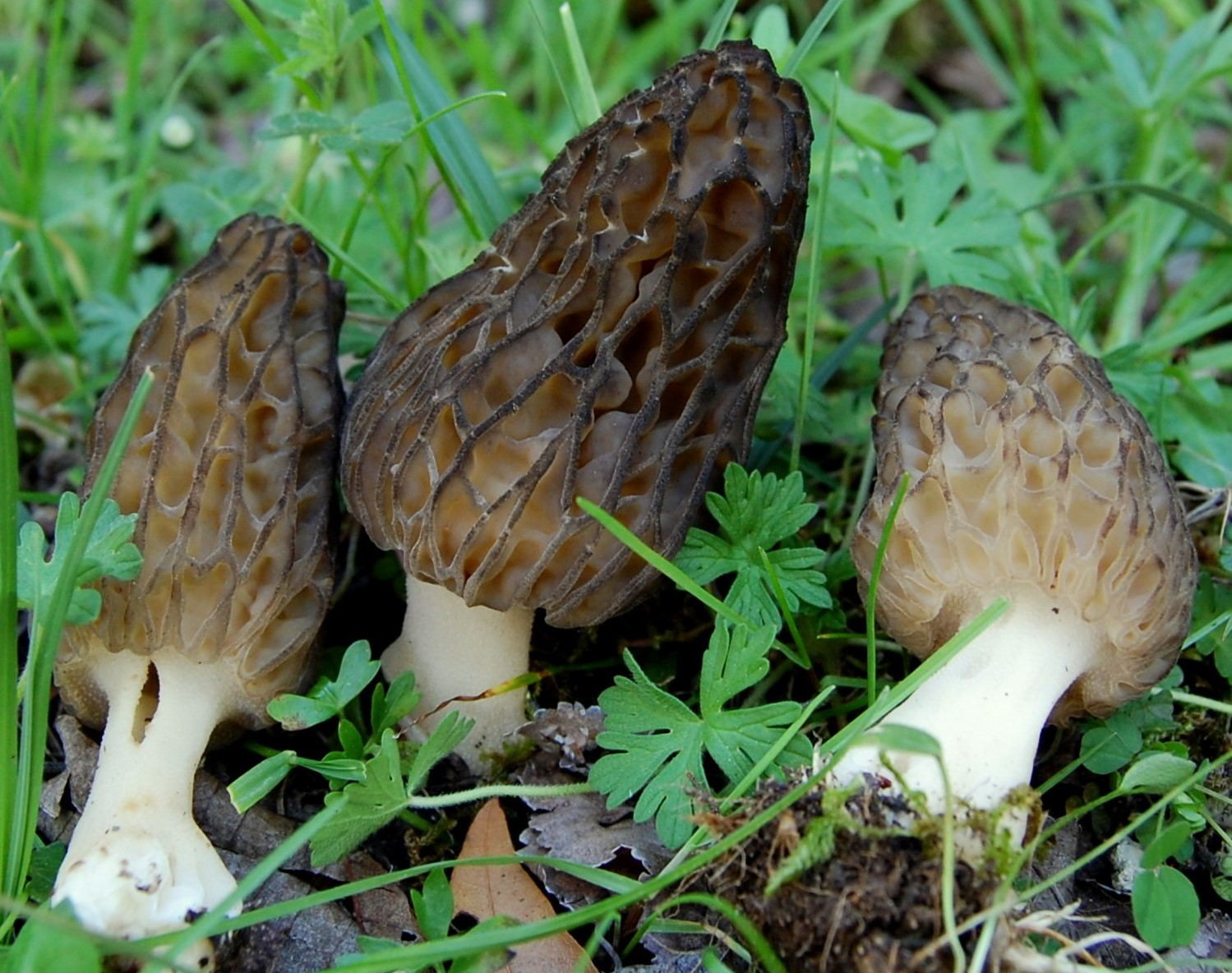
M. dunalii, on distingue sur le spécimen du milieu quelques alvéoles secondaires typiquement enflés en "bulle".

Son chapeau mesure 2,5 à 10 cm x 2,5 à 7 cm. Il est ovoïde à conique, blanc crème au début puis roux et enfin noir, charnu. Les alvéoles secondaires au sein des plus grands alvéoles primaires désordonnés sont arrondis boursouflés. 
Le pied mesure 2 à 3 (4) cm x 1,5 à 3 (4) cm, il est court et charnu, à granulations très fines, souvent élargi et sillonné à sa base.
Sa chair dégage une odeur forte "de morille".

## Habitat et distribution
C'est une espèce mycorhizienne, calcicole, thermophile et précoce, venant dans les garrigues méditerranéennes sous Pins, Cistes et Chêne vert.

## Comestibilité
C'est un comestible réputé, toxique cru ou mal cuit, devant être consommé après une cuisson complète, de préférence après dessication puis réhydratation.

## Confusions possibles
- Morchella deliciosa est très ressemblante, mais elle ne partage généralement pas la même écologie et n'a pas d'alvéoles secondaires enflés de cette façon.